# Horsfieldia tomentosa
Horsfieldia tomentosa là một loài thực vật thuộc họ Myristicaceae. Loài này có ở Indonesia, Malaysia, Thái Lan, và có thể cả Singapore.